# Узел (Active Directory)
Узел (в пределах терминологии Active Directory), место (калька от англ. site) — сегмент сети, отделенный от других сегментов дорогими и/или медленными связями (обычно в Интернете или поставщике телематических услуг). Таким образом в каждом узле есть контроллер домена (один или больше), обеспечивая удобство использования узла. К каждому узлу набор сетевого происхождения диапазонов, которое определено, назначен, к тому, к какому управленец области автомобиль клиента должен обратиться для обслуживания.
Главные особенности узлов
- Местное обслуживание клиентов (движение клиента не превышает предел узла);
- Возможность автономной работы над временной нехваткой коммуникации с другим контроллерами области;
- Приспособленный график репликации (синхронизация данных между серверами), позволяя уменьшать частоту ответа в свободное время (и свободные дни), сокращение, таким образом, расходы по довольно дорогому внешнему движению;
- Возможность автоматического управления схемами ответа с резервированием и автовычислением оптимального руководства ответа (например, в ситуации, когда главный канал "упадет", ответ через резервный канал произойдет не через тот же самый интервал как через основное, и через больший промежуток времени, определенного ценой маршрута);
- правительство области возможно от любого контроллера области в любом узле. Таким образом задержка передачи изменений "следующих" узлов зависит от времени ответа.